# Lover Why
Singles de Century
Jane
(1986)
Lover Why est une chanson du groupe de rock français Century sorti en 1985. C'est le premier single du groupe et a par la suite été inclus dans le premier album du groupe, ...And Soul It Goes, qui sort en 1986.
C'est la chanson du groupe ayant eu le plus de succès dans les classements musicaux. Elle se classe en tête du Top 50 français pendant sept semaines consécutives, et obtient aussi du succès au Portugal, en Belgique, en Suisse et en Allemagne. Au Brésil, la chanson est devenue populaire à la suite de sa présence dans la bande sonore du feuilleton Ti Ti Ti Ti de Rede Globo,,.
La chanson est un slow évoquant la rupture et les difficultés de vivre sans l'être aimé.

## Liste des titres
| 1. | Lover Why           | 5:34 |
| 2. | Rainin' in the Park | 3:13 |

## Crédits
- Jean-Louis Milford – chant, claviers
- John Wesley – claviers
- Pierre Gauthé – guitare
- Jean-Yves Brard – basse
- Christian Portes – batterie

## Classements et certifications
| Classement (1985–87)                   | Meilleure position |
| -------------------------------------- | ------------------ |
| Allemagne de l'Ouest (Media Control)   | 32                 |
| Belgique (Flandre Ultratop 50 Singles) | 33                 |
| Europe (European Hot 100)              | 27                 |
| France (SNEP)                          | 1                  |
| Portugal (AFP)                         | 1                  |
| Suisse (Schweizer Hitparade)           | 11                 |

| Classement (1985) | Position |
| ----------------- | -------- |
| France (SNEP)     | 15       |

### Certifications
| Pays          | Certification | Unités certifiées |
| ------------- | ------------- | ----------------- |
| France (SNEP) | Or            | 500 000           |